# Regió de Nitra
La Regió de Nitra - Nitriansky kraj (eslovac) - és una regió (kraj) de la República d'Eslovàquia. La capital és Nitra. Es divideix en els districtes següents:
- Komárno
- Levice
- Nitra
- Nové Zámky
- Topoľčany
- Šaľa
- Zlaté Moravce

Es va establir per primera vegada l'any 1923 i des de 1996 es configura en les seves fronteres actuals. Consta de set districtes (eslovac: okres) i 354 municipis, dels quals 16 tenen l'estatus de ciutat. L'economia de la regió se centra més en l'agricultura en comparació a altres regions eslovaques. Nitra és la seva seu, la ciutat més gran i el centre cultural i econòmic. L'any 2022 la població de Nitra era de 77.610 persones.

## Demografia
| Godina             | 1994    | 2004    | 2014    | 2024    |
| ------------------ | ------- | ------- | ------- | ------- |
| Nombre de persones | 718.358 | 709.350 | 684.922 | 665.600 |
| Diferència         |         | −1,25%  | −3,44%  | −2,82%  |

| Godina             | 2023    | 2024    |
| ------------------ | ------- | ------- |
| Nombre de persones | 668.301 | 665.600 |
| Diferència         |         | −0,40%  |